# Karl Kroemer
Karl Kroemer (* 25. September 1871 in Leobschütz (Schlesien); † 26. November 1956 in Wipperfürth) war ein deutscher Weinbauwissenschaftler. Über dreißig Jahre leitete er die Pflanzenphysiologische Versuchsstation an der Lehr- und Forschungsanstalt für Wein-, Obst- und Gartenbau in Geisenheim.

## Lebensweg
Karl Kroemer besuchte ein humanistisches Gymnasium und studierte seit 1895 Pharmazie und Botanik an der Universität Breslau und ab 1897 an der Universität Marburg. Dort wurde er 1902 mit einer preisgekrönten Dissertation über die Anatomie von Pflanzenwurzeln zum Dr. phil. promoviert. Im gleichen Jahr erhielt er eine Anstellung als wissenschaftlicher Mitarbeiter an der Lehr- und Forschungsanstalt für Wein-, Obst- und Gartenbau in Geisenheim. 1903 wurde er dort als Nachfolger von Julius Wortmann zum Professor und Vorstand der Pflanzenphysiologischen Versuchsstation ernannt. Diese Station leitete er bis zum Jahre 1935.

## Forschung und Lehre
Kroemers Forschungsschwerpunkt in Geisenheim war der Weinbau. Bereits 1904 gründete er an seiner Versuchsstation eine wissenschaftliche Abteilung für Rebenveredlung. Hier betrieb er Grundlagenforschung und untersuchte zunächst die Verwachsungsvorgänge bei der Rebenveredlung. Durch seine Initiative wurden in Deutschland "Schnittrebengärten" angelegt und diese der Kontrolle der preußischen Rebenveredlungskommission unterstellt. Die wichtigsten Ergebnisse diese Versuchstätigkeit hat er in dem 1918 erschienenen Buch "Das staatliche Rebenveredlungswesen in Preußen" zusammengefasst.
Kroemer erkannte frühzeitig den praktischen Wert einer wissenschaftlich fundierten Rebensortenkunde und förderte die Einrichtung von Sorten-Prüfstellen. Als Weinmikrobiologe ist er mit Arbeiten über die in überschwefelten Mosten vorkommende Gärhefe und über die Hefeflora in Trockenbeerenauslesen bekannt geworden. 
Die Publikationsliste Kroemers umfasst ca. 275 Veröffentlichungen, darunter mehrere Bücher. Zu den wichtigsten Buch-Publikationen gehört das Werk "Die Rebe. Ihr Bau und ihr Leben" (1923). Als beachtenswertes Fachbuch gilt seine gemeinsam mit Gottfried Krumbholz erarbeitete Anleitung über die gewerbsmäßige Obst- und Beerenweinbereitung (1932). Zahlreiche Beiträge publizierte Kroemer in den "Geisenheimer Jahresberichten über Weinbau und Weingärung".  Einen Namen als Wurzelforscher machte er sich mit zwei umfangreichen Abhandlungen (1918) über das Wurzelwachstum des Weinstocks und über die Wurzelentwicklung von Gemüsepflanzen. 
An der Lehr- und Forschungsanstalt Geisenheim hielt Kroemer Vorlesungen über allgemeine und spezielle Botanik, über Pflanzengeographie und über Gärungskunde. Außerdem führte er botanische und mikrobiologische Praktika durch.

## Wichtigste Publikationen
- Wurzelhaut, Hypodermis und Endodermis der Angiospermwurzel. Diss. phil. Univ. Marburg 1902. – Zugl.: Bibliotheca Botanica Bd. 59, 1903.
- Untersuchungen über das Wurzelwachstum des Weinstocks. In: Landwirtschaftliche Jahrbücher Bd. 51, 1918, S. 673–729.
- Beobachtungen über die Wurzelentwicklung der Gemüsepflanzen. In: Landwirtschaftliche Jahrbücher Bd. 51, 1918, S. 731–745.
- Das staatliche Rebenveredlungswesen in Preußen. Verlag Paul Parey Berlin 1918. – Zugl.: Landwirtschaftliche Jahrbücher Bd. 51, 2. Ergänzungsband.
- Die Rebe. Ihr Bau und ihr Leben. Verlag Paul Parey Berlin 1923.
- Julius Neßler: Die Bereitung, Pflege und Untersuchung des Weines, 9. Auflage. Neu bearbeitet von K. von der Heide und K. Kroemer. Verlag Eugen Ulmer Stuttgart 1930.
- Karl Kroemer und Heinrich Moog: Die Rebenveredlung. Eine Einführung in den Pfropfrebenbau und seine Grundlagen. Verlag Paul Parey Berlin 1932.
- Karl Kroemer und Gottfried Krumbholz: Obst- und Beerenweine. Fachbuch der gewerbsmäßigen Obst- und Beerenweinbereitung. Verlag Serger & Hempel Braunschweig 1932.